# تهمر
تهمر یا توخمار (به لاتین: Təhmər یا Toxmar) یک منطقه مسکونی در جمهوری آذربایجان است که در شهرستان قوبا واقع شده است. تهمر ۷۳ نفر جمعیت دارد.